# زمین‌لرزه هندوستان
زمین‌لرزه هندوستان ممکن است به یکی از موارد زیر اشاره داشته باشد:
- زمین‌لرزه ۱۹۶۶ هندوستان
- زمین‌لرزه ۱۹۵۶ هندوستان
- زمین‌لرزه ۱۹۸۰ هندوستان
- زمین‌لرزه ۱۹۴۱ هندوستان
- زمین‌لرزه ۱۹۸۴ هندوستان